# 小春日和。
《小春日和。》是ねこうめ以四格漫畫形式創作的日本漫畫。連載於芳文社漫畫雜誌《Manga Time Kirara》2014年11月號至2019年9月號。故事主要描述女高中生小野坂小春、妮娜、岬、日莉等人的日常生活。

## 登場人物
配音員來自遊戲《閃耀幻想曲》。
小野坂小春（聲：日岡夏美）
女高中生。
橘妮娜（聲：立花理香）
金髮女高中生。丹麥混血，但在日本成長。
牧之瀨日莉（聲：岡咲美保）
女高中生。
北澤岬（聲：土屋李央）
女高中生。
小野坂紗織（聲：長谷川育美）
小春的妹妹。

## 出版書籍
| 冊數 | 芳文社         | 芳文社                 |
| 冊數 | 發售日期       | ISBN                   |
| ---- | -------------- | ---------------------- |
| 1    | 2015年11月27日 | ISBN 978-4-8322-4637-9 |
| 2    | 2016年11月26日 | ISBN 978-4-8322-4772-7 |
| 3    | 2018年2月27日  | ISBN 978-4-8322-4922-6 |
| 4    | 2019年10月25日 | ISBN 978-4-8322-7131-9 |

## 外部連結
- こはる日和。 （页面存档备份，存于）（日語）